# Todor Veselinović
Todor "Toza" Veselinović (en serbi: Тодор "Тоза" Веселиновић), 22 d'octubre de 1930 - 17 de maig de 2017) fou un futbolista serbi de la dècada de 1950 i entrenador.
Fou 37 cops internacional amb la selecció iugoslava amb la qual disputà els Mundials de 1954 i 1958.
Pel que fa a clubs, defensà els colors de Vojvodina, Partizan Belgrad, Sampdoria o First Vienna, entre d'altres.
També fou un destacat entrenador a clubs com Independiente Santa Fe, Olympiacos, i Fenerbahçe SK o la selecció de Iugoslàvia.